# Генрих II (граф Лувена)
Генрих II (фр. Henri II de Louvain, нем. Heinrich II von Löwen, нидерл. Hendrik II van Leuven; около 1020—1078) — граф Лувена и Брюсселя (1062—1078), сын графа Ламберта II, графа Лувена и Брюсселя, и Уды Верденской, дочери Гозело I.

## Правление
О правлении Генриха известно мало. В 1071 году он поддержал графиню Эно Рихильду в её борьбе с Робертом Фризским за Фландрию. Позднее Ида, дочь Генриха, была выдана замуж за Бодуэна, второго сына Рихильды.
Как и его брат Ренье Генрих упомянут в 1078 году. 
Генрих похоронен в Нивеле. После его смерти, его вдова в память о нём подарила утрехтскому епископу Ортен.

## Брак и дети
Жена: Адельгейда Бетюве (1027—после 1086; называет супругу Генриха Аделой), дочь Эберхарда, графа Бетюве. В браке родились четверо детей:
- Генрих III (около 1063—1095), граф Лувена с 1078
- Готфрид I (1060—25 января 1139), граф Лувена с 1095
- Альберон I (1070—1 января 1128), епископ Льежа
- Ида (1077—1139); муж с 1084 года: Бодуэн II (ум. 1098), граф Эно.